# Num Lock
Num Lock é a tecla que habilita o teclado numérico de qualquer computador. É uma forma curta de se referir a numeric lock (trava numérico) ou a number lock (trava números). Caso esteja desabilitada as teclas do teclado numérico assumem a função direcional. Um LED indica quando está ativado ou desativado. Está presente tanto em teclados ABNT como ABNT2.